# 理查德·马克豪斯

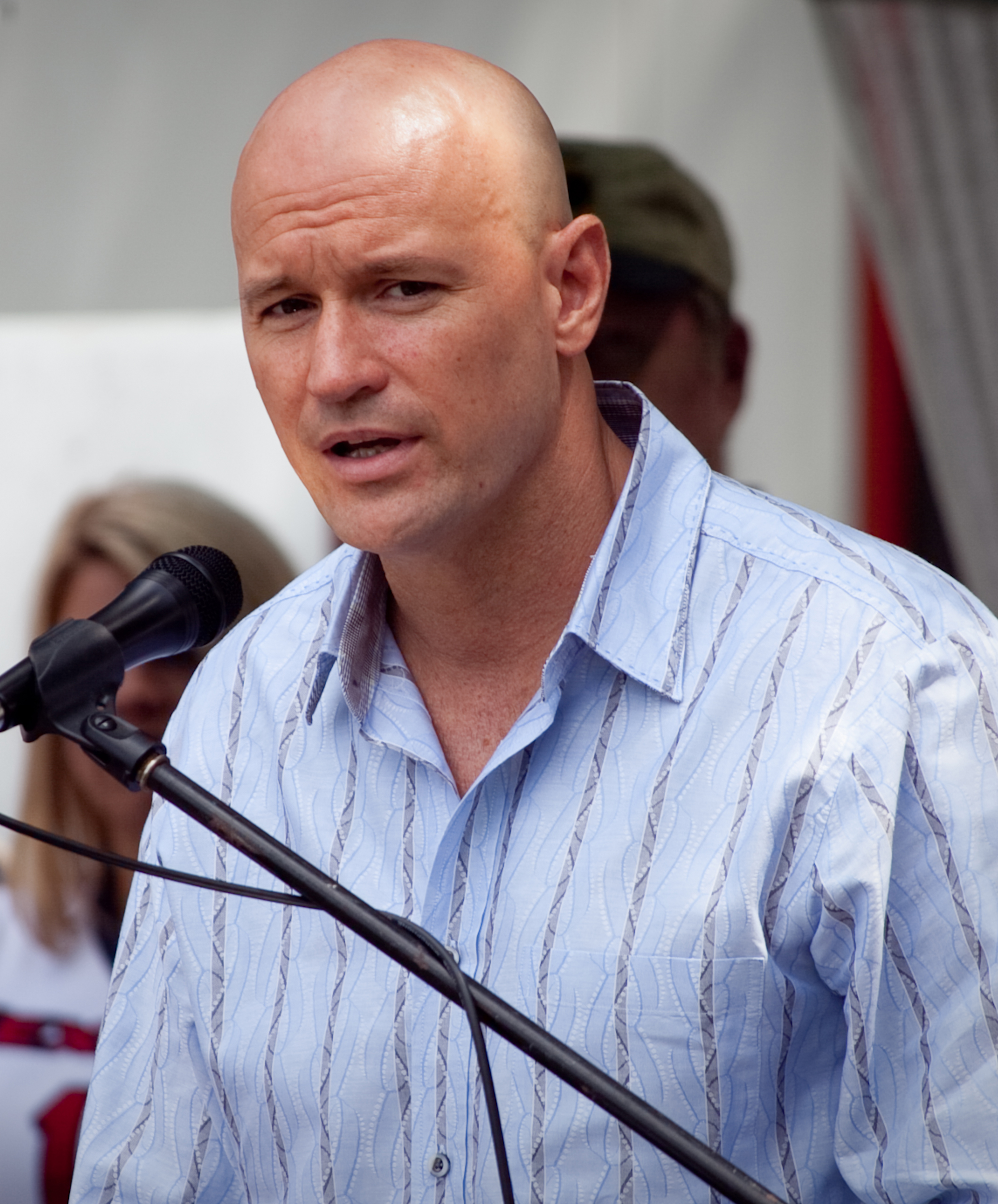
2010年8月的理查德·马克豪斯

理查德·马克豪斯（英語：Richard John "Mack" Machowicz，1965年5月30日—2017年1月2日），是一名美国电视主持人、海豹突击队成员。
他是探索频道和军事频道《未来武器》节目的主持人。他也是斯派克系列《最致命战士》的演员成员。他出生在密歇根州底特律。
2015年，马克豪斯被诊断出患有脑癌。2016年12月，他的病情恶化。于2017年1月2日，他在德州皮尔兰去世，享年51岁。